# 大家夏稀
大家夏稀（日语：／ Ōie Natsuki，1998年7月13日—），日本女子羽毛球運動員。石川縣出生，畢業於石川縣立金沢向陽高等学校，現隸屬於NTT東日本株式會社東京事業部，並為該社的羽毛球隊成員，隊員編號1號。

## 選手生涯
2016年11月，大家夏稀代表日本參加在西班牙毕尔巴鄂舉辦的世界青年羽毛球錦標賽。她先在女單項目16強賽遭遇上屆冠軍马来西亚的吳堇溦，以2-1（10-21、21-16、21-16）獲勝晉級；至半準決賽，她又以2-0（22-20、21-18）横扫中国的高昉洁獲勝晉級；但最終在準決賽以0-2（25-27、19-21）败于泰国的蓬帕威·磋楚翁，獲得季軍。
2018年9月，大家夏稀出战南澳洲羽毛球國際賽，在女单决赛以2比1（21-16、10-21、30-28）击败了赛会8号种子、队友的峰步美，首次赢得國際挑戰賽女单冠军。
2019年2月，大家夏稀出战老撾羽毛球國際系列賽，在女单决赛以2比0（22-20、23-21）击败了赛会2号种子、泰国天才的披提亚蓬·猜万，首次赢得國際系列賽女单冠军。同年5月，她出战丹麥羽毛球國際賽，在女单决赛以0比2（18-21、18-21）不敌赛会2号种子、丹麦名将的米娅·布里西费尔特，赢得亚军。

## 主要比賽成績
只列出曾進入準決賽的國際賽事成績：
| 年份   | 賽事                   | 公開賽級別 | 項目     | 成績   |
| ------ | ---------------------- | ---------- | -------- | ------ |
| 2016年 | 世界青年羽毛球錦標賽   | 其他       | 女子單打 | 季軍   |
| 2018年 | 南澳洲羽毛球國際賽     | 國際挑戰賽 | 女子單打 | 冠軍   |
| 2019年 | 老撾羽毛球國際系列賽   | 國際系列賽 | 女子單打 | 冠軍   |
| 2019年 | 丹麥羽毛球國際賽       | 國際挑戰賽 | 女子單打 | 亞軍   |
| 2019年 | 越南羽毛球公開賽       | 超級100賽  | 女子單打 | 準決賽 |
| 2020年 | 愛沙尼亞羽毛球國際賽   | 國際系列賽 | 女子單打 | 亞軍   |
| 2020年 | 瑞典羽毛球公開賽       | 國際系列賽 | 女子單打 | 亞軍   |
| 2022年 | 亞洲羽毛球團體錦標賽   | 其他       | 女子團體 | 季軍   |
| 2022年 | 墨西哥羽毛球國際挑戰賽 | 國際挑戰賽 | 女子單打 | 準決賽 |
| 2022年 | 聖但尼羽毛球公開賽     | 國際挑戰賽 | 女子單打 | 亞軍   |

| 2007-2017年 | 首要超級賽 | 超級賽 | 黃金大獎賽 | 大獎賽 | 國際挑戰賽 | 國際系列賽 | 未來系列賽 | 其他 |

| 2018-2026年 | 總決賽 | 超級1000賽 | 超級750賽 | 超級500賽 | 超級300賽 | 超級100賽 | 國際挑戰賽 | 國際系列賽 | 未來系列賽 | 其他 |